# Bubbly
"Bubbly" là bài hát của nữ ca sĩ kiêm sáng tác người Mỹ Colbie Caillat, trích từ album đầu tay của cô, Coco (2007). Ca khúc được chắp bút bởi Caillat và Jason Reeves và đã được Mikal Blue sản xuất. Bài hát này đã được phát hành dưới dạng đĩa đơn đầu tiên trích từ album vào tháng 5 năm 2007. Nó hiện vẫn đang là bài hát ăn khách nhất của Caillat tại thị trường Hoa Kỳ, và là đĩa đơn duy nhất của cô đạt đến top 10 Billboard Hot 100.
Video ca nhạc của đĩa đơn này, do Liz Friedlander đạo diễn, đã được trình chiếu trên MTV, VH1 và CMT. Một cảnh được trích ra từ video này đã được sử dụng làm bìa trước của album đầu tay của Caillat, Coco. Video/đĩa đơn này đã có góp mặt trong trò chơi karaoke ăn khách của PlayStation 2, SingStar Pop Vol 2, đã dược phát hành vào cuối tháng 9 năm 2008 tại Hoa Kỳ. Nó cũng có mặt trong SingStar Hottest Hits trong khu vực PAL.

## Bối cảnh sáng tác và kết cấu bài hát
"Bubbly" đã được chắp bút bởi Colbie Caillat và Jason Reeves. Bài hát nằm trong thể loại alternative pop, folk, và acoustic.
Caillat đã từng chia sẻ về lời của bài hát này trong một lần phỏng vấn cùng Wilson Country News vào ngày 20 tháng 2 năm 2008, theo sau màn trình diễn của cô trên The View, "Tôi không viết "Bubbly" cho bất cứ anh chàng [đặc biệt] nào cả. Tôi đã viết nó để nói lên cảm xúc khi bạn có cảm tình với một ai đó, và khi họ khiến bạn cực kì bối rối và họ làm cho bạn mỉm cười."

## Tiếp nhận

### Đánh giá chuyên môn
Susan Visakowitz từ Tạp chí Billboard đã viết rằng Caillat cùng "chất giọng ấm áp cùng với những tiếng đàn mộc nhẹ nhàng đã dễ dàng gợi tả về nơi quê nhà California bình dị của cô ấy".

### Diễn biến trên các bảng xếp hạng
Trên ấn bản ngày 6 tháng 10 năm 2007, "Bubbly" đã vuơn lên từ vị trí thứ 16 lên vị trí thứ 10 trên Billboard Hot 100, và cuối cùng đã đạt đến vị trí thứ 5 trong vòng 7 tuần lễ. Nó cũng đã dẫn đầu bảng xếp hạng Hot Adult Contemporary Tracks và Hot Adult Top 40 Tracks trong lần lượt 19 và 14 tuần. Bài hát còn đạt vị trí Á quân tại bảng tổng kết năm 2008 của Hot Adult Contemporary Tracks, chỉ đứng sau "Love Song" của nữ danh ca Sara Bareilles. Đĩa đơn đã được chứng nhận Bạch kim bởi RIAA vào ngày 13 tháng 12 năm 2007, cùng với hơn 2.6 triệu lượt tải về tại Hoa Kỳ. Nó đã đạt vị trí thứ hai trong suốt 3 tuần tại Canadian Hot 100. Ở Úc, nơi "Bubbly" đã được sử dụng trong một đoạn video quảng bá cho chương trình Home and Away của mạng lưới truyền hình Seven Network, đã ngay lập tức đạt vị trí đầu bảng tại ARIA Singles Chart trong tuần lễ ngày 7 tháng 4 năm 2008. Ngoài ra, đĩa đơn còn đạt vị trí đầu bảng tại Cộng hòa Séc và nằm trong top 10 tại Áo, Bỉ, Đức, Hà Lan, New Zealand, Na Uy, Slovakia và Thụy Sĩ. Dù vậy nó không thể hiện tốt tại Vương quốc Anh khi chỉ đạt vị trí thứ 58 tại Anh Quốc và vị trí thứ 48 tại Ireland.
Ca khúc này còn được liệt vào danh sách 100 bài hát xuất sắc nhất thập niên 2000 bởi VH1.

## Video âm nhạc

### Nội dung
—Colbie Caillat trong một buổi phỏng vấn cùng Wilson Country News, khi cô mô tả video ca nhạc cho "Bubbly" có liên quan thế nào đến nội dung bài hát.
Được ghi hình tại quê nhà của Colbie Caillat ở Malibu và ở Santa Barbara nằm ở phía miền Nam California, video ca nhạc có xen nhiều cảnh Caillat đang chơi đàn guitar trong khi đang hát một cách mơ màng và tận hưởng thời gian cùng người tình của cô trong căn nhà của họ và ở ngoài thiên nhiên. Đó là một ngày nắng, và có vài cảnh mà Caillat tắm nắng giữa cánh đồng vàng ươm khi cô đang hát. Sau đó, Caillat đã lái một chiếc xem jeep cũ kĩ và đã cô đã hát trong lúc đang đi bộ một cách chậm rãi dọc theo bờ California và hướng mắt khỏi vực về phía biển Thái Bình Dương. Caillat đã hát trong một chiếc áo ngắn tay và một chiếc quần jeans; cùng theo đó, cô đã đeo một chiếc dây chuyền làm bằng vỏ sò.

### Sự tiếp nhận
Video này đã được đăng tải lên tài khoản chính thức của Colbie trên YouTube/Vevo vào ngày 13 tháng 12 năm 2009, và đã nhận được những phản ứng tích cực từ phía người hâm mộ khi đã vượt 30 triệu lượt người xem.

## Danh sách bài hát
- Đĩa đơn dưới dạng CD tại Anh Quốc

1. "Bubbly" – 3:17
2. "Circles" – 3:53

- Đĩa đơn dưới dạng CD tại châu Âu

1. "Bubbly" – 2:53
2. "Magic" (Piano Version) – 3:18

- Đĩa đơn dưới dạng CD Maxi tại châu Âu

1. "Bubbly" – 3:17
2. "Circles" – 3:53
3. "Magic" (phiên bản Piano) – 3:18
4. "Bubbly" (Video) – 3:25

## Những người thực hiện
- Colbie Caillat – hát chính
- Mikal Blue – sản xuất, xây dựng, phối khí, guitar mộc, bass, tổng hợp
- Ken Caillat – phối khí
- Jaco Caraco – guitar mộc
- Victor Indrizzo – trống
- Doug Sax – chủ biên

## Các bảng xếp hạng
| Bảng xếp hạng (2007–08)          | Thứ hạng cao nhất |
| -------------------------------- | ----------------- |
| Australian Singles Chart         | 1                 |
| Austrian Singles Chart           | 6                 |
| Belgian Singles Chart (Flanders) | 2                 |
| Belgian Singles Chart (Wallonia) | 9                 |
| Canadian Hot 100                 | 2                 |
| Czech Airplay Chart              | 1                 |
| Danish Singles Chart             | 6                 |
| Dutch Top 40                     | 5                 |
| European Hot 100                 | 32                |
| French Digital Singles Chart     | 6                 |
| German Singles Chart             | 10                |
| Irish Singles Chart              | 48                |
| New Zealand Singles Chart        | 6                 |
| Norwegian Singles Chart          | 2                 |
| Polish (Airplay Chart)           | 5                 |
| Slovak Airplay Chart             | 6                 |
| Swedish Singles Chart            | 6                 |
| Swiss Singles Chart              | 11                |
| UK Singles Chart                 | 58                |
| US Billboard Hot 100             | 5                 |
| US Pop Songs                     | 2                 |
| US Adult Pop Songs               | 1                 |
| US Adult Contemporary            | 1                 |

| Bảng xếp hạng (2007)             | Thứ hạng |
| -------------------------------- | -------- |
| Austrian Singles Chart           | 65       |
| German Singles Chart             | 67       |
| New Zealand Singles Chart        | 32       |
| Swiss Singles Chart              | 64       |
| US Billboard Hot 100             | 67       |
| Bảng xếp hạng (2008)             | Thứ hạng |
| Australian Singles Chart         | 24       |
| Belgian Singles Chart (Flanders) | 8        |
| Belgian Singles Chart (Wallonia) | 30       |
| Canadian Hot 100                 | 18       |
| Dutch Top 40                     | 6        |
| French Digital Singles Chart     | 28       |
| Swedish Singles Chart            | 70       |
| US Billboard Hot 100             | 21       |

| Bảng xếp hạng (2000–09) | Thứ hạng |
| ----------------------- | -------- |
| US Billboard Hot 100    | 79       |

| Bảng xếp hạng    | Thứ hạng |
| ---------------- | -------- |
| Australia (ARIA) | 446      |

## Các chứng nhận
| Quốc gia                                                                           | Chứng nhận | Số đơn vị/doanh số chứng nhận |
| ---------------------------------------------------------------------------------- | ---------- | ----------------------------- |
| Úc (ARIA)                                                                          | Bạch kim   | 70.000^                       |
| Belgium (BEA)                                                                      | Vàng       | 15,000*                       |
| Brazil (ABPD)                                                                      | Vàng       | 30,000*                       |
| Denmark (IFPI)                                                                     | Vàng       | 15,000*                       |
| New Zealand (RMNZ)                                                                 | Vàng       | 7.500*                        |
| Hoa Kỳ (RIAA)                                                                      | Bạch kim   | 1.000.000*                    |
| * Chứng nhận dựa theo doanh số tiêu thụ. ^ Chứng nhận dựa theo doanh số nhập hàng. |            |                               |